# دانشگاه بین‌المللی وست‌منیتسر در تاشکند
دانشگاه بین‌المللی وست‌منیسر در تاشکند (انگلیسی: Westminster International University in Tashkent) اولین دانشگاه بین‌المللی در ازبکستان است.